# Mike Jacoby
Mike Jacoby (ur. 20 maja 1969 w Bellevue) – amerykański snowboardzista, trzykrotny medalista mistrzostw świata oraz zdobywca Pucharu Świata.

## Kariera
W Pucharze Świata zadebiutował 24 listopada 1994 roku w Zell am See, gdzie zajął trzecie miejsce w slalomie równoległym (PSL). Tym samym już w swoim debiucie nie tylko wywalczył pierwsze pucharowe punkty, ale od razu stanął na podium. W zawodach tych wyprzedzili go jedynie dwaj Niemcy: Mathias Behounek i Rainer Krug. Łącznie 22 razy stawał na podium zawodów PŚ, odnosząc przy tym dziewięć zwycięstw: 13 stycznia 1995 roku w Les Deux Alpes, 23 lutego 1995 roku w Calgary, 22 listopada 1995 roku w Zell am See, 10 grudnia 1995 roku w Bardonecchii, 12 stycznia 1996 roku w La Bresse, 10 lutego 1996 roku w Kanbayashi, 16 lutego 1996 roku w Yomase, 29 listopada 1996 roku w Tignes i 13 grudnia 1996 roku w Whistler triumfował w gigancie. Najlepsze wyniki osiągnął w sezonie 1995/1996, kiedy to triumfował w klasyfikacji generalnej, a w klasyfikacji giganta wywalczył Małą Kryształową Kulę. Ponadto w sezonie 1994/1995 wywalczył Małe Kryształowe Kule w klasyfikacjach giganta oraz PAR.
Na mistrzostwach świata w Lienzu w 1996 roku zdobył srebrny medal w gigancie, rozdzielając na podium swego rodaka, Jeffa Greenwooda i Austriaka Helmuta Pramstallera. Wynik ten powtórzył na rozgrywanych rok później mistrzostwach świata w San Candido, gdzie uplasował się między Włochem Thomasem Pruggerem i kolejnym reprezentantem USA, Ianem Price'em. Na tych samych mistrzostwach wywalczył też złoty medal w slalomie równoległym, pokonując Włocha Elmara Messnera i Niemca Bernda Kroschewskiego. Był też między innymi siedemnasty w gigancie podczas mistrzostw świata w Berchtesgaden dwa lata później. Ten sam wynik uzyskał na igrzyskach olimpijskich w Nagano w 1998 roku. Był to jego jedyny start olimpijski.
W 2001 r. zakończył karierę.

## Osiągnięcia

### Igrzyska olimpijskie
| Miejsce | Dzień    | Rok  | Miejscowość | Konkurencja | Zwycięzca       |
| ------- | -------- | ---- | ----------- | ----------- | --------------- |
| 17.     | 8 lutego | 1998 | Nagano      | Gigant      | Ross Rebagliati |

### Mistrzostwa świata
| Miejsce | Dzień       | Rok  | Miejscowość   | Konkurencja       | Zwycięzca           |
| ------- | ----------- | ---- | ------------- | ----------------- | ------------------- |
| 19.     | 24 stycznia | 1996 | Lienz         | Halfpipe          | Ross Powers         |
| 2.      | 27 stycznia | 1996 | Lienz         | Gigant            | Jeff Greenwood      |
| 2.      | 22 stycznia | 1997 | San Candido   | Gigant            | Thomas Prugger      |
| 1.      | 25 stycznia | 1997 | San Candido   | Slalom równoległy | -                   |
| 17.     | 13 stycznia | 1999 | Berchtesgaden | Gigant            | Markus Ebner        |
| 18.     | 14 stycznia | 1999 | Berchtesgaden | Gigant równoległy | Richard Richardsson |
| 27.     | 15 stycznia | 1999 | Berchtesgaden | Slalom równoległy | Nicolas Huet        |

### Puchar Świata

#### Miejsca w klasyfikacji generalnej
- sezon 1994/1995: -
- sezon 1995/1996: 1.
- sezon 1996/1997: 14.
- sezon 1997/1998: 88.
- sezon 1998/1999: 48.

#### Miejsca na podium
1. Zell am See – 24 listopada 1994 (slalom równoległy) - 3. miejsce
2. Zell am See – 26 listopada 1994 (gigant) - 3. miejsce
3. Pitztal – 6 grudnia 1994 (slalom) - 2. miejsce
4. Les Deux Alpes – 13 stycznia 1995 (gigant) - 1. miejsce
5. Bad Hindelang – 28 stycznia 1995 (slalom równoległy) - 2. miejsce
6. Mount Bachelor – 8 lutego 1995 (gigant) - 3. miejsce
7. Breckenridge – 14 lutego 1995 (gigant) - 3. miejsce
8. Calgary – 23 lutego 1995 (gigant) - 1. miejsce
9. Calgary – 25 lutego 1995 (slalom równoległy) - 3. miejsce
10. Zell am See – 21 listopada 1995 (gigant) - 2. miejsce
11. Zell am See – 22 listopada 1995 (gigant) - 1. miejsce
12. Bardonecchia – 10 grudnia 1995 (gigant) - 1. miejsce
13. La Bresse – 12 stycznia 1996 (gigant) - 1. miejsce
14. Bad Hindelang – 6 lutego 1996 (slalom równoległy) - 2. miejsce
15. Kanbayashi – 10 lutego 1996 (gigant) - 1. miejsce
16. Kanbayashi – 11 lutego 1996 (slalom) - 2. miejsce
17. Yomase – 16 lutego 1996 (gigant) - 1. miejsce
18. Boreal Ridge – 9 marca 1996 (slalom) - 3. miejsce
19. Alpine Meadows – 10 marca 1996 (gigant) - 2. miejsce
20. Mount Bachelor – 14 marca 1996 (gigant) - 2. miejsce
21. Tignes – 29 listopada 1996 (gigant) - 1. miejsce
22. Whistler – 13 grudnia 1996 (gigant) - 1. miejsce